# Sinolestes ornatus
Sinolestes ornatus är en trollsländeart som beskrevs av James George Needham 1930. Sinolestes ornatus ingår i släktet Sinolestes och familjen Synlestidae. Inga underarter finns listade i Catalogue of Life.